# 林應聚
林應聚（?—?），號祉文，福建漳州府漳浦縣民籍。明朝政治人物。

## 生平
萬曆四十三年（1615年）乙卯科福建鄉試第十二名舉人，四十四年（1616年）丙辰科二甲三十五名進士，户部觀政，萬曆四十五年授景州知州，四十七年（1619年）調直隶滦州知州，天啓五年（1625年）升户部员外郎，六年管粮庫，七年升湖廣司郎中，崇禎元年（1628年）升温州府知府，五年正月升浙江宁波兵备副使，六年革职为民。

## 家族
曾祖林良毅。祖父林承藎。父林有初，万历七年举人，官益阳知县。

## 引用
1. ↑  《萬曆四十四年丙辰科進士序齒録》：林應聚，诗一房，甲午七月二十三日生。